# Gasselterboerveenschemond

Gasselterboerveenschemond là một xóm thuộc đô thị Aa en Hunze, tỉnh Drenthe của Hà Lan. Xóm này cách thành phố Assen, thủ phủ của Aa en Hunze, 21 km về phía đông.
Dân số của vùng này là khoảng 40 người.
Ngày 18 tháng 7 năm 2011, có một vụ cháy trang trại lớn tại đây, làm chết 170.000 con gà.